# 1,1,2,2-四溴乙烷
1,1,2,2-四溴乙烷，结构式CHBr2CHBr2，是四溴乙烷的两种同分异构体之一。

## 性质
白色或淡黄色有樟脑和碘仿气味的易燃液体。不溶于水，与乙醇、乙醚、氯仿、冰醋酸和苯胺混溶。受光照和加热时发生分解并使颜色发黄。加热至190°C时分解产生剧毒的碳酰溴蒸气。

## 毒性
有毒，吸入后可对人体的肝脏造成严重损害，还可引起呼吸困难、运动失调、肺出血而死。

## 制备
由已净化的乙炔与溴在水存在和加压下发生加成得到。反应后用稀碱液洗涤，并除上层碱液，用水洗，得成品。
{\displaystyle \ CH\!\equiv \!CH+2Br_{2}\ {\xrightarrow[{1.9613\!-\!4.9033kPa}]{<50^{o}C}}\ CHBr_{2}CHBr_{2}}

## 用途
用作有机合成（如用于合成季铵盐）、医药和染料中间体。也用于制取致冷剂、熏蒸消毒剂、灭火剂、化学纤维助催化剂、涤纶氧化工序引发剂等。